# ガストロ
ガストロ（学名 Gasterochisma melampus）は、スズキ目・サバ科に分類される魚の一種。南半球の温帯海域に広く分布する大型肉食魚である。
和名は学名の属名に由来する。英名は "Butterfly kingfish", "Butterfly Tuna", "Bigscale mackerel" などがある。

## 特徴
成魚は全長2mに達する。サバ科魚類は鱗が退化傾向にあるが、本種は大きな鱗が胴体全てを覆っていて、サバ科の中でも例外的な存在である。サバ科分類の中でも、1種のみで1亜科・1属を構成する。一般にはウロコマグロと呼ばれることが多い。
成魚は頭部が大きく、額から顎にかけて丸みを帯びる。背鰭は低く、2つの背鰭が離れている。腹鰭も小さい。体色は同じ科のマグロなどと同様に背側が紺色、腹側が銀白色をしている。
幼魚は頭部が小さくて前方に尖り、扇形の長大な腹鰭をもつ。腹部にはその長大な腹鰭を収めるための溝も発達する。英名にある "Butterfly"（チョウ）はここに由来する。また背鰭も高く、第一・第二背鰭が接近している。
南半球の温帯海域に広く分布し、分布域はミナミマグロと重複する。水深200mほどの外洋中層を遊泳し、頭足類や他の魚類などを捕食する。

## 人間との関係
ミナミマグロを漁獲する延縄で混獲されるため、分布域から遠く離れた日本でも食用魚として流通する。焼き魚、煮付け、から揚げなどで食べられる。